# Liste der Resolutionen des UN-Sicherheitsrates (2009)
Diese Liste der Resolutionen des UN-Sicherheitsrates nennt die 48 vom Sicherheitsrat der Vereinten Nationen im Jahr 2009 verabschiedeten Resolutionen.
| Nummer | Beschluss vom | Gegenstand | Mission  |
| ------ | ------------- | --- | -------- |
| 1860   | 9. Januar     | Situation im Nahen Osten einschließlich der Palästinenser-Frage (zum Krieg im Gazastreifen).                                                  |          |
| 1861   | 14. Januar    | Situation im Tschad, der Zentralafrikanischen Republik und der angrenzenden Region; Verlängerung des Mandats und Erweiterung des Auftrags von | MINURCAT |
| 1862   | 14. Januar    | Frieden und Sicherheit in Afrika (Behandlung der Grenzstreitigkeiten zwischen Dschibuti und Eritrea)                                          |          |
| 1863   | 16. Januar    | Situation in Somalia; Verlängerung des Mandats um sechs Monate                                                                                | AMISOM   |
| 1864   | 23. Januar    | Situation in Nepal |          |
| 1865   | 27. Januar    | Situation in der République de Côte d’Ivoire                                                                                                  |          |
| 1866   | 13. Februar   | Situation in Georgien |          |
| 1867   | 26. Februar   | Situation in der Demokratischen Republik Timor-Leste                                                                                          |          |
| 1868   | 23. März      | Situation in Afghanistan |          |
| 1869   | 25. März      | Situation in Bosnien und Herzegowina |          |
| 1870   | 30. April     | Situation in Sudan |          |
| 1871   | 30. April     | Situation in der Westsahara |          |
| 1872   | 26. Mai       | Situation in Somalia |          |
| 1873   | 29. Mai       | Situation in Zypern |          |
| 1874   | 12. Juni      | Nichtverbreitung / Demokratische Volksrepublik Korea                                                                                          |          |
| 1875   | 23. Juni      | Situation im Nahen Osten / Verlängerung der Mission in Israel und Syrien                                                                      | UNDOF    |
| 1876   | 26. Juni      | Situation in Guinea-Bissau | UNIOGBIS |
| 1877   | 7. Juli       | Internationaler Strafgerichtshof für das ehemalige Jugoslawien                                                                                |          |
| 1878   | 7. Juli       | Internationaler Strafgerichtshof für Ruanda                                                                                                   |          |
| 1879   | 23. Juli      | Brief des Generalsekretärs an den Präsidenten des Sicherheitsrates vom 22. November 2006 (S/2006/920)                                         |          |
| 1880   | 30. Juli      | Situation in der Elfenbeinküste |          |
| 1881   | 30. Juli      | Bericht des Generalsekretärs über den Sudan                                                                                                   |          |
| 1882   | 4. August     | Kinder und bewaffnete Konflikte |          |
| 1883   | 7. August     | Situation im Irak |          |
| 1884   | 27. August    | Situation im Nahen Osten | UNDOF    |
| 1885   | 15. September | Situation in Liberia |          |
| 1886   | 15. September | Situation in Sierra Leone |          |
| 1887   | 24. September | Bewahrung des internationalen Friedens und der Sicherheit: Atomwaffensperrvertrag und nukleare Abrüstung                                      |          |
| 1888   | 30. September | Frauen und Frieden und Sicherheit |          |
| 1889   | 5. Oktober    | Frauen und Frieden und Sicherheit |          |
| 1890   | 8. Oktober    | Situation in Afghanistan |          |
| 1891   | 13. Oktober   | Bericht des Generalsekretärs über den Sudan                                                                                                   |          |
| 1892   | 13. Oktober   | Die Frage betreffend Haiti |          |
| 1893   | 29. Oktober   | Situation in der Elfenbeinküste |          |
| 1894   | 11. November  | Schutz von Zivilisten in bewaffneten Konflikten                                                                                               |          |
| 1895   | 18. November  | Situation in Bosnien und Herzegowina |          |
| 1896   | 30. November  | Situation betreffend der Demokratischen Republik Kongo                                                                                        |          |
| 1897   | 30. November  | Situation in Somalia |          |
| 1898   | 14. Dezember  | Verlängerung der Peacekeeping-Mission in Zypern um 6 Monate                                                                                   |          |
| 1899   | 16. Dezember  | Ausdehnung der United Nations Disengagement Observer Force                                                                                    |          |
| 1900   | 16. Dezember  | Verlängerung des Mandates des Internationalen Strafgerichtshofes für die Verfolgung der Kriegsverbrechen im früheren Jugoslawien              |          |
| 1901   | 16. Dezember  | Arbeit des Internationalen Strafgerichtshofs für Ruanda                                                                                       |          |
| 1902   | 17. Dezember  | Die Situation in Burundi |          |
| 1903   | 17. Dezember  | Die Situation in Liberia |          |
| 1904   | 17. Dezember  | Bedrohung des internationalen Friedens und Sicherheit durch Terrorismus                                                                       |          |
| 1905   | 21. Dezember  | Erweiterte Beschlüsse im Zusammenhang mit dem Irakischen Entwicklungsfonds                                                                    |          |
| 1906   | 23. Dezember  | Verlängerung der Mission | MONUC    |
| 1907   | 23. Dezember  | Sanktionierung Eritreas |          |